# Coquainvilliers
Coquainvilliers là một xã ở tỉnh Calvados, thuộc vùng Normandie ở tây bắc nước Pháp.

## Dân số
| 1962                                                                                   | 1968 | 1975 | 1982 | 1990 | 1999 | 2005 |
| -------------------------------------------------------------------------------------- | ---- | ---- | ---- | ---- | ---- | ---- |
| 415                                                                                    | 427  | 523  | 669  | 712  | 765  | 723  |
| Nombre retenu à partir de 1962: Population sans doubles comptes 2005: Enquête annuelle |      |      |      |      |      |      |